# Secure Real-time Transport Protocol
El Secure Real-time Transport Protocol (o SRTP) define un perfil de RTP (Real-time Transport Protocol), con la intención de proporcionar cifrado, autenticación del mensaje e integridad, y protección contra reenvíos a los datos RTP en aplicaciones unicast y multicast. Fue desarrollado por un pequeño grupo del protocolo IP y expertos criptográficos de Cisco y Ericsson incluyendo a David Oran, David McGrew, Mark Baugher, Mats Naslund, Elisabetta Carrara, Karl Norman, y Rolf Blom. Fue publicado por primera vez por el IETF en marzo de 2004 como el RFC 3711.
Dado que RTP está muy relacionado con RTCP (RTP control protocol), que puede ser usado para controlar una sesión RTP, SRTP también tiene un protocolo hermano llamado Secure RTCP (o SRTCP). SRTCP proporciona las mismas características relacionadas con la seguridad a RTCP, al igual que hace SRTP con RTP.
El empleo de SRTP o SRTCP es opcional al empleo de RTP o RTCP; pero incluso utilizando SRTP/SRTCP, todas las características que estos protocolos proporcionan (tales como cifrado y autenticación) son opcionales y pueden ser habilitadas o deshabilitadas por separado. La única excepción a esto último es la autenticación de los mensajes, que es obligatoria cuando se está usando SRTCP.
- Datos: Q1529243